# Adasaure
L'adasaure (Adasaurus, "llangardaix d'Ada") és un gènere de dinosaure teròpode dromeosàurid que va viure al Cretaci superior en el que avui en dia és Àsia central. Era un petit carnívor bípede amb una urpa en forma de falç al segon dit de cada peu. Un adult probablement feia uns 2 metres de longitud.